# 日本水難救済会名誉総裁章
日本水難救済会名誉総裁章（にほんすいなんきゅうさいかいめいよそうさいしょう）とは、日本水難救済会が海難救助や洋上救急に極めて抜群の功労のあった個人または団体、100万円以上の寄付をした個人、300万円以上の寄付をした法人・団体などを対象に授与する記念章のことである。同会においては今日に至るまで最高位の表彰である。